# Zhang Guotao
Dans ce nom chinois, le nom de famille, Zhang, précède le nom personnel.
Pour les articles homonymes, voir Zhang.
 (novembre 2010).
Si vous disposez d'ouvrages ou d'articles de référence ou si vous connaissez des sites web de qualité traitant du thème abordé ici, merci de compléter l'article en donnant les références utiles à sa vérifiabilité et en les liant à la section « Notes et références ».
Zhang Guotao ou Chang Kuo-tao (chinois simplifié : 张国焘 ; chinois traditionnel : 張國燾 ; pinyin : Zhāng Guótāo), né en 1897 et décédé le 3 décembre 1979, est un membre fondateur et un dirigeant du Parti communiste chinois (PCC) à la fin des années 1920 et durant les années 1930.

## Biographie
Né dans la préfecture de Pingxiang, province du Jiangxi, Zhang fut impliqué dans des activités révolutionnaires durant son adolescence. Zhang étudia le marxisme auprès de Li Dazhao à l’université de Pékin en 1916. Après avoir joué un rôle actif dans le Mouvement du quatre mai, Zhang devint un des dirigeants étudiants et rejoignit l’organisation embryonnaire du PCC en 1920. À la même époque, Mao Zedong était bibliothécaire à l’université de Pékin et totalement inconnu du public. Il n’est pas sûr que Mao et Zhang se connurent à ce moment-là. Zhang participa au 1er congrès national du Parti communiste chinois en 1921 et fut élu membre du Comité central du PCC, responsable de l’organisation du travail des cadres (1er bureau central du Parti communiste chinois). 
Après le congrès, Zhang fut nommé directeur du secrétariat du syndicat des travailleurs de Chine et éditeur en chef de l’Hebdomadaire du Travail. À partir de ce moment il devint expert syndical. Il conduisit plusieurs grèves majeures parmi les travailleurs des chemins de fer et du textile ce qui lui valut une grande notoriété et le plaça sur un plan d’égalité avec d’autres meneurs syndicaux comme Liu Shaoqi et Li Lisan.
En 1924, Zhang participa au premier congrès national du Guomindang qui pratiquait alors une politique d’alliance avec les communistes, et il fut élu commissaire remplaçant du comité central, malgré son opposition à l’alliance avec le Guomindang au cours du troisième congrès national du PCC. 
En 1925, au cours du quatrième congrès national du PCC, Zhang fut élu commissaire du Comité central du PCC du 4e bureau central du Parti, du 5e et du 6e. En 1931, Zhang fit son autocritique et fut renvoyé en Chine par le Kominterm pour nettoyer le désordre né de la lutte de pouvoir entre les 28 bolcheviks, Li Lisan et les autres anciens membres du PCC. Zhang usa de sa notoriété et de sa popularité pour corriger les extrémismes et apaiser les anciens du PCC. Mais le mal était fait et la lutte pour le pouvoir fut si intense qu’il devint difficile pour le PCC de survivre dans les villes gouvernées par le Guomindang. Zhang décida donc avec les autres dirigeants du PCC de replier leurs groupes dans des bases à la campagne.
Zhang fut chargé de conduire les opérations quotidiennes de la base révolutionnaire frontalière de trois provinces Henan, Hubei et Anhui (鄂豫晥根据地）en tant que secrétaire général et président du comité militaire de cette base, puis vice-président du gouvernement intérimaire du gouvernement central de la République soviétique chinoise quand Mao en était le président. Peut-être sous l’influence de l’Union soviétique de Staline, Zhang fit une purge cruelle des dissidents qui conduisit à leur défaite et élimination en 1932. 
En 1932, Zhang conduisit la quatrième Armée rouge au Sichuan et établit une nouvelle base. Lentement il établit une région autonome prospère au travers de réformes agraires et reçut le support des habitants. En 1935, Zhang et ses troupes rejoignirent Mao et ses troupes au Sichuan durant la Longue Marche. En raison de ses troupes bien équipées, Zhang se conduisit comme un maître pour recevoir Mao et ses troupes mal nourries et inquiètes sur le front. Mao et Zhang s’opposèrent sur des problèmes de stratégie et de tactique. Ceci entraîna une division dans l’Armée Rouge.
Les troupes d’élite de Zhang furent anéanties par le Seigneur de la guerre Ma Zhongying et la cavalerie de son frère alors que les troupes de Zhang essayaient de traverser le fleuve Jaune et de s’approprier le territoire de Ma. Zhang perdit son pouvoir et la possibilité de défier Mao, et il dut accepter son échec.
Lorsque Zhang atteignit la nouvelle base du PCC à Yan'an, il avait perdu son pouvoir et devint une cible aisée pour Mao. Zhang garda la position de chef de la zone frontière de Yan'an et fut souvent l’objet d’humiliation de la part de Mao. Zhang fut trop fier pour s’allier à Wang Ming, qui était récemment revenu de Moscou comme représentant du Kominterm en Chine. La popularité de Zhang au Kominterm aurait pu lui donner une nouvelle chance de retrouver le pouvoir s’il s’était allié avec Wang. Mais une des raisons pour lesquelles Zhang ne fit pas alliance avec Wang était que Wang s’était vanté que c’était sous ses ordres que cinq dirigeants du PCC (Yu Xiusong, Huang Chao, Li Te et deux autres – tous opposés à Wang) qui travaillaient pour le seigneur de la guerre Sheng Shicai au Xinjiang sous la direction du PCC, avaient été arrêtés. Tous les cinq avaient été torturés et exécutés dans une prison sous contrôle du seigneur de la guerre du Xinjiang, Sheng Shicai, sous le prétexte d’être trotskistes. Cependant, Shen Shicai n’agissait que sous les ordres du PCC dirigé par Wang Ming. Zhang en fut grandement irrité car il connaissait les cinq hommes. Après cet incident, Zhang méprisa Wang et ne considéra jamais plus d’être son allié. 
Sans aucun soutien, Zhang fut éliminé du PCC en 1937 à la réunion du Bureau politique du PCC, à la suite de quoi il déserta en 1938 au profit du Guomindang. Mais sans pouvoir, ni ressource, Zhang n’eut jamais de position importante et ne fit que des recherches sur le PCC au profit de Dai Li. Après la défaite du Guomindang, en 1949 il partit en exil à Hong Kong, puis à Toronto au Canada et mourut au cours de l’hiver particulièrement froid de 1979 après une conversion au christianisme. 
Zhang a écrit plusieurs documents sur le PCC.